# Variação livre
Na linguística, variação livre é o fenômeno de dois (ou mais) sons ou formas que aparecem no mesmo ambiente, sem mudança de significado e sem serem considerados incorretos pelos falantes nativos.

## Efeitos
Às vezes quando os fonemas estão em variação livre, os falantes estão cientes do fato (especialmente se essa variação é perceptível apenas em uma divisão dialetal ou sociolectal). No entanto, no caso dos alofones, a variação livre é extremamente comum e, juntamente com os diferentes padrões de entonação, a variação na alofonia é a característica mais importante na caracterização dos acentos regionais.

## Exemplos em português
- Alternância da vogal oral e nasal em posição anterior à sílaba tônica em palavras não derivadas: [ba'nanɐ] e [bã'nanɐ] "banana";
- distinção entre /s/:/z/:/ʃ/:/ʒ/ em posição final: [fe'lis], [fe'liz], [fe'liʃ] e [fe'liʒ] "feliz".